# Northia hornei
Espèce
Classification phylogénétique
Statut de conservation UICN

 VUD2 : Vulnérable
Northia hornei est une espèce de plantes à fleurs de la famille des Sapotaceae. C'est un arbre originaire des Seychelles.

## Synonymes
- Northia seychellana Hook.
- Northea hornei (Hartog) Pierre

## Répartition
Endémique aux îles Seychelles: Mahé, Praslin, Silhouette, Curieuse et Felicité.

## Conservation
Arbre commun des forêts des Seychelles et protégé dans le Parc national du Morne Seychellois, l'espèce est cependant menacée par les plantes invasives.